# Colasposoma luluense
Colasposoma luluense é uma espécie de escaravelho de folha da República Democrática do Congo. Foi primeiro descrito pelo entomologista Louis Jules Léon Burgeon [nl] em 1941.